# دينيسي شاندلير
دينيسي شاندلير (بالإنجليزية: Dean Chandler)‏ (6 مايو 1976 في المملكة المتحدة - ) هو لاعب كرة قدم بريطاني في مركز الدفاع. لعب مع تشارلتون أثلتيك ونادي توركي يونايتد وهيبريدج سويفتس ويوفل تاون ولينكولن سيتي أف سي ونادي وكينغ ونادي سلاو تاون وRedbridge F.C. ‏ وThurrock F.C. ‏ وتشيشام يونايتد ‏ وإيست ثوروك يونايتد ونادي ليتون ‏.

## وصلات خارجية
- دينيسي شاندلير على موقع قاعدة بيانات كرة القدم.إي يو (الإنجليزية)
- دينيسي شاندلير على موقع Soccerbase.com (لاعب) (الإنجليزية)